# Stawkowe (Beresiwka, Roskwit)
Stawkowe (ukrainisch Ставкове; russisch Ставковое Stawkowoje) ist ein Dorf im Osten der ukrainischen Oblast Odessa mit etwa 1000 Einwohnern (2001).
Das 1818 gegründete Dorf hieß bis 1945 Wejssowe (Вейсове). Am 9. August 1941 wurde es von deutschen und rumänischen Truppen besetzt und am 1. April 1944 von der Roten Armee zurückerobert.
Stawkowe ist seit 2015 administrativ ein Teil der Territorialgemeinde Roskwit (Розквітівська сільська об'єднана територіальна громада Roskwitiwska silska objednana terytorialna hromada) im Westen des Rajon Beresiwka. Zuvor war Stawkowe das administrative Zentrum einer Landratsgemeinde, zu der noch die Dörfer Danyliwka (Данилівка), Nejkowe (Нейкове) und Riwne (Рівне) gehörten.
Die 3,636 km² große Ortschaft liegt auf einer Höhe von 111 m, 8 km nördlich vom Gemeindezentrum Roskwit (Розквіт) und 90 km nördlich vom Oblastzentrum Odessa.
Durch das Dorf verläuft die Territorialstraße T–16–16, die nach 20 km in südwestliche Richtung zum Dorf Mychajlopil und nach 15 km Richtung Osten zur Siedlung städtischen Typs Rauchiwka und nach weiteren 10 km zum Rajonzentrum Beresiwka führt.

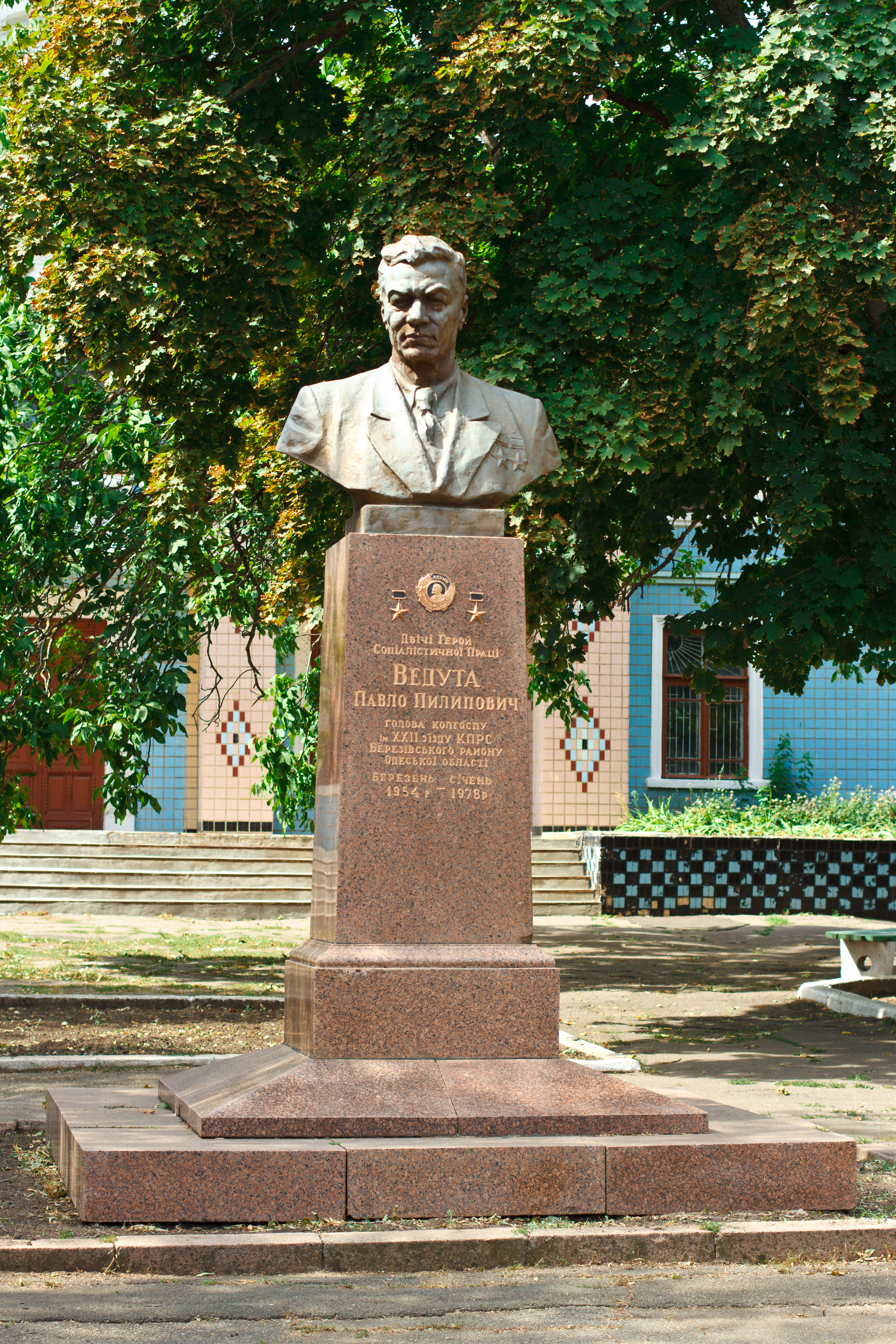
Denkmal für den Kolchosenleiter Pawlo Weduta

Im Dorf befindet sich eine Bronzebüste für Pawlo Weduta (Павло Пилипович Ведута; 1906–1987), der im Dorf zwischen 1954 und 1977 Leiter einer führenden Kolchose der Region in Bezug auf den Ertrag von Weizen und Zuckerrüben war. Zum Gedenken an diesen zweimaligen Helden der sozialistischen Arbeit, dreifachen Leninorden- und zweifachen Rotbannerorden-Träger ist im Dorf ein Museum eingerichtet. Zudem gibt es im Dorf ein Kulturhaus mit 500 Sitzplätzen und einer Bibliothek.